# Danh sách người được trao Bắc Đẩu Bội tinh hạng nhất
Sau đây là danh sách những người được trao Bắc đẩu bội tinh hạng nhất (hạng cao nhất của huân chương này) và năm được trao. Những người được trao tặng Bắc đẩu bội tinh hạng nhất đồng thời cũng giữ vị trí Grand-croix trong Légion d'honneur (Binh đoàn danh dự) của Pháp.

## A
- Cha Pierre - 2004
- Alexandre I của Nga - 1807
- Valérie André - 1999
- Nicolas Appert -1841
- Charles Arnould -
- Jacques Andrieux -
- Félix Antoine Appert - 1886
- Antoine Maurice Apollinaire d'Argout
- Louis Archinard - 1914
- Pierre Assie - 1952
- Arsène Usher Assouan
- Louis Jean Baptiste d'Aurelle de Paladines - 1868

## B
- Prosper Brugière de Barante
- Henri Jules Bataille
- Henri Bergson - 1930
- Simon Bernard
- Pierre Riel de Beurnonville - 1814
- Fulgence Bienvenüe
- Marcel Bigeard - 1975
- Jean-Martial Bineau - 1855
- François Bloch-Lainé
- Alain de Boissieu
- Emile Bollaert - 1960
- Emile Borel - 1950
- Paul Boudet - 1864
- Jean-François Boulard
- Michel Silvestre Brayer - 1835
- Guillaume Marie-Anne Brune - 1804
- Henri Brugère - 1904
- Juan Carlos I của Tây Ban Nha

## C
- Édouard de Castelnau - 1915
- Georges Catroux
- Albert Caquot - 1951
- Gustave Louis Chaix d'Est-Ange
- Maurice Challe -
- Antoine Alfred Eugène Chanzy 1883
- Léopold Victor Charner - 1861
- Prosper de Chasseloup-Laubat
- Jacques Chirac - 1995
- Blandine Clanet - 1988
- Paul Claudel
- Pierre Clostermann

## D
- Robert Dautray - 2007
- Philippe Dechartre - 2006
- Pierre François Marie Auguste Dejean - 1844
- Paul Desmarais - 2008
- Christiane Desroches Noblecourt - 2008
- Charles Jacques Nicolas Duchâtel - 1836
- Tanneguy Duchâtel - 1846
- Jean-Baptiste Dumas - 1863
- Charles Dupin
- Maurice Druon - 2001
- Guillaume-Henri Dufour - 1866

## E
- Gustave Eiffel

## F
- Gabriel Fauré - 1920
- Marie Émile Fayolle - 1918
- Georges-Auguste Florentin - 1907
- Ferdinand Foch - 1915
- Forgemol de Bostquénard Léonard-Léopold

## G
- Gaston de Galliffet - 1887
- Geneviève de Gaulle-Anthonioz - 1997
- Charles de Gaulle - 1959
- Philippe de Gaulle - 2005
- Hans-Dietrich Genscher - 1986
- Étienne Maurice Gérard - 1814
- Louis Auguste Victor de Ghaisne de Bourmont - 1825
- Amédée Girod de l'Ain
- Valéry Giscard d'Estaing - 1974
- Joseph de Goislard de Monsabert
- Georges Grillot - 2003
- Émile-Paul Guépratte - 1924
- Pierre Guillaumat - 1978
- Eugène Guillaume

## H
- Bernard Saint-Hillier
- Francois Hollande
- Philippe de Hauteclocque
- Václav Havel - 1990

## I
- René Imbot

## J
- François Jacob
- André Jannot

## K
- Jean-Pierre Kelche

## L
- Pierre Langlois - 2007
- Trần Đức Lương - 2002
- Jean de Lattre de Tassigny
- Charles Le Coq de Kerland
- Albert Lebrun
- Louis-Nicolas Lemercier — 1837
- Alain Le Ray
- Claude Lévi-Strauss
- Marcel Letestu - 1976
- René Lhopital - 1958
- Lucien Loizeau - 1950

## M
- Étienne Jacques Joseph Macdonald - 1809
- Emmanuel Macron
- Raoul Magrin-Vernerey -
- Nicolas Joseph Maison - 1814
- Hugues-Bernard Maret
- Jean Mattéoli - 1998
- Pierre Messmer
- François Mitterrand - 1981
- Pierre Moinot
- Camille de Montalivet - 1843

## N
- Gustave Noblemaire - 1907

## O
- Jean Olié

## P
- Józef Antoni Poniatowski - 1813
- Louis Pasteur - 1881
- Aimable Pélissier - 1853
- Alfred Picard - 1900
- Jean Pierre-Bloch -
- Georges Pompidou - 1969
- Vladimir Putin - 2006

## Q
- Hyacinthe de Quatrebarbes

## R
- Mariano Roca del Togores - 1875
- Casimir Louis Victurnien de Rochechouart de Mortemart - 1830
- Henri Rieunier - 1833 / 1918
- Simone Rozès
- Jacqueline de Romilly
- Jules Rein

## S
- Bernard Saint-Hillier
- Narcisse-Achille de Salvandy
- Nicolas Sarkozy
- Charles-Louis Huguet de Sémonville
- Léopold Sédar Senghor
- Jean Simon
- Raoul Salan

## T
- Germaine Tillion - 1999
- Henri Troyat - 2006
- Edgard de Trentinian - 1916
- Jean Touzet du Vigier
- Trương Thị Xuân Liên - 2018

## V
- Joseph Vuillemin - 1934
- François Viriot - 1815
- Jean Vallette d'Osia - 1974

## W
- Lech Walesa

## Z
Henri Zeller